# Esteban Conde
Esteban Néstor „Coco” Conde Quintana (ur. 4 marca 1983 w Young) – urugwajski piłkarz występujący na pozycji bramkarza, reprezentant kraju, od 2021 roku zawodnik Danubio.

## Kariera klubowa
Conde pochodzi z niewielkiej miejscowości Young w departamencie Río Negro. Wychowywał się w dzielnicy Gruta de Lourdes i treningi piłkarskie rozpoczynał w lokalnych amatorskich drużynach Rampla Juniors Young i Nacional Young. Jako nastolatek wyjechał do stołecznego Montevideo, gdzie został zawodnikiem drugoligowego CA Rentistas (wcześniej przebywał również na testach w Danubio i Nacionalu). Niedługo potem został włączony do seniorskiego zespołu i na koniec sezonu 2003 jako pierwszy bramkarz – mając dziewiętnaście lat – awansował z Rentistas do najwyższej klasy rozgrywkowej. W urugwajskiej Primera División zadebiutował w 2004 roku i spędził w barwach Rentistas rok w pierwszej lidze, notując udane występy. Kilkakrotnie był powoływany do młodzieżowej reprezentacji (rywalizował w niej o miejsce w składzie z Jorge Bavą).
W styczniu 2005 Conde przeniósł się do jednego z czołowych klubów w kraju – stołecznego Danubio FC. Przez pierwsze pół roku pozostawał rezerwowym dla doświadczonego Juana Barbata, po czym wygryzł go z wyjściowej jedenastki i wywalczył sobie miano podstawowego golkipera. W sezonie 2006/2007 – jako kluczowy zawodnik ekipy prowadzonej przez Gustavo Matosasa – zdobył z Danubio mistrzostwo Urugwaju. Premierowego gola w pierwszej lidze strzelił 13 grudnia 2008 w zremisowanym 2:2 spotkaniu z Liverpoolem z rzutu karnego; dał się poznać jako pewny wykonawca jedenastek, będąc etatowym wykonawcą rzutów karnych w swojej drużynie i w przeciągu roku zdobył w ten sposób sześć bramek. Ogółem w barwach Danubio spędził pięć lat, pełniąc przez pewien czas rolę kapitana ekipy.
W styczniu 2010 Conde został piłkarzem chilijskiego giganta – zespołu Universidad de Chile z siedzibą w stołecznym Santiago, podpisując z nim czteroletni kontrakt. W chilijskiej Primera División zadebiutował 24 stycznia 2010 w wygranej 5:1 konfrontacji z Cobresalem. Przez pierwszy rok, ze względu na występy Universidadu na wielu frontach, w miarę regularnie pojawiał się na boiskach – bronił na przemian z Miguelem Pinto, zastępując go w mniej prestiżowych spotkaniach. Sytuacja uległa jednak znacznemu pogorszeniu – mimo odejścia z klubu Pinto – po zakończeniu sezonu, kiedy to trenera Gerardo Pelusso (który prowadził zresztą Conde jeszcze w Danubio) zastąpił Jorge Sampaoli i zdecydowanie postawił w bramce na Johnny’ego Herrerę – nowy nabytek klubu. Jako rezerwowy Conde był świadkiem największych sukcesów w nowożytnej historii zespołu – w sezonach Apertura 2011, Clausura 2011 i Apertura 2012 zdobył trzy mistrzostwa Chile z rzędu, a w 2011 roku triumfował ponadto w drugich co do ważności rozgrywkach w Ameryce Południowej – Copa Sudamericana. Przez ostatnie pół roku pozostawał odsunięty od składu, będąc dopiero czwartym bramkarzem w hierarchii Sampaolego i w czerwcu 2012 rozwiązał umowę z Universidadem.
W lipcu 2012 Conde wyjechał do Argentyny, gdzie zasilił klub Atlético de Rafaela. Przez pierwszy rok był rezerwowym dla młodszego Guillermo Sary, w argentyńskiej Primera División debiutując 24 lutego 2013 w przegranym 1:2 meczu z Godoy Cruz. Dopiero po transferze konkurenta do Realu Betis został podstawowym golkiperem Atlético i szybko okazał się jednym z najjaśniejszych punktów drużyny, będącej typowym ligowym średniakiem. Zaczął być uznawany za specjalistę pod względem bronienia rzutów karnych – szczególną sławę zdobył podczas wiosennego sezonu Final 2014, kiedy to obronił pięć jedenastek, niemal wyrównując rekord ligi argentyńskiej należący do legendarnego Ubaldo Fillola (sześć obronionych karnych w sezonie Metropolitano 1972). W Atlético spędził łącznie trzy lata, nie odnosząc poważniejszych sukcesów zespołowych.
W lipcu 2015 Conde powrócił do ojczyzny, zostając graczem stołecznego giganta Club Nacional de Football. W klubie, któremu kibicował od dziecka, godnie zastąpił przechodzącego na emeryturę Gustavo Munúę i za sprawą świetnych występów szybko zasłużył na opinię czołowego bramkarza ligi urugwajskiej. W sezonie 2015/2016 wywalczył z Nacionalem wicemistrzostwo Urugwaju, zaś w półrocznych rozgrywkach 2016 zdobył tytuł mistrza Urugwaju, mając pewne miejsce w taktyce trenera Martína Lasarte.

## Kariera reprezentacyjna
W seniorskiej reprezentacji Urugwaju Conde zadebiutował za kadencji selekcjonera Óscara Tabáreza, 4 czerwca 2017 w przegranym 1:3 meczu towarzyskim z Irlandią.